# Carex foraminata
Carex foraminata är en halvgräsart som beskrevs av Charles Baron Clarke. Carex foraminata ingår i släktet starrar, och familjen halvgräs. Inga underarter finns listade i Catalogue of Life.